# Faamanu Falo
Faamanu Falo (ur. 18 października 1979 w Vaitele) – samoański zapaśnik walczący w obu stylach. Złoty medalista igrzysk Pacyfiku w 2007 i miniigrzysk Pacyfiku w 2005. Trzykrotny brązowy medalista mistrzostw Oceanii w latach 1999 – 2007.
Jego bracia: Faʻafetai Iutana (olimpijczyk z Sydney 2000) i Uati Iutana (olimpijczyk z Seulu 1988) byli również zapaśnikami.